# 森田了介
森田了介（1月20日—）是出生于日本高知县的男性声优，屬於81 Produce公司旗下。

## 人物经历
東京動畫學院專門學校毕业，方言为土佐方言。專長興趣是空手道和室内五人制足球。

## 演出作品

### 电视动画
2012年
- 激戰！彈珠人（男性客户）
- SKET DANCE（TV戏剧的男子）
- 決鬥大師Victory V（トラッキングアツシ、クーガ）
- 旋風管家（警部、柏木刑事）
- 最強學生會長（男学生）
- 戰鬥陀螺 鋼鐵奇兵 ZERO G（男子A）
- 軍火女王（海贼、乐队的主唱、阿金、波、赫、其他）

2013年
- THE UNLIMITED 兵部京介（看守、船员、ESP部队兵、通信兵、播音员、警察官）
- 团地友夫（评论员、玩具店的店主、播音员、广播）
- 神奇寶貝超級願望 合眾聯盟篇（第2季）（部队长D、非法猎人、巨大熔蟻獸、黑夜魔靈、街上的人）

2014年
- 超级索尼子（商店街的店主D）
- 積木戰士（体育老师、スペクトロス兵）
- 龍收藏（アームドライオン、フリビュスチェ、亚略、イビルイフリート、拉莱耶马林、其他）
- 名偵探柯南（刑事）

2015年
- 偶像大師 灰姑娘女孩（高手摄影师）
- 卡片戰鬥!! 先導者G（整备士、社员）
- 銀魂'（真选组队士A）
- 黑客人偶 THE·Anima~tion（制片人、课长、店长）

2016年
- 12歲。〜小小的胸口心跳加速〜（私塾的讲师）
- 去吧！麵包超人（右大臣、猫旅行者、可颂酥王〈5代目〉）
- 爆旋陀螺Burst（职员B）
- 魔奇－仙巴歷險記（士兵）

2017年
- 小魔女學園（小偷、鲍勃、男性）
- 100%帕斯卡老師（医生、野口老师、暴走男1、三輪車パスカル、フューチャーパスカル、其他）
- 從零開始的魔法書（弓兵、十三号的手下A）

2018年
- 一日外出錄班長（荞麦屋老板）
- 爆釣BARHUNTER（警备员）

2019年
- 忍者乱太郎（剑豪、山贼）

2020年
- 异兽魔都（町内会）

2022年
- 骸骨騎士大人異世界冒險中（族长）

2023年
- 萬事屋齋藤先生轉生異世界（能量魔术师）

### 剧场版动画
- 伏 鐵炮娘的捕物帳（2012年）

### OVA
- 霸凌（2012年，父亲）※“Ciao”2012年3月号附录
- 魔奇 仙巴歷險記（2014年、士兵）※OVA第4卷特别版

### 网页动画
- 机动战士GUNDAM Thunderbolt（2015年、费舍尔·内斯）
- マジックエアポート（2021年、オオゾラ博士[2]）

### 游戏
2012年
- 銀河遊騎兵（侦察部)

2014年
- 幕末Rock 超魂（老中）

2016年
- 菲莉絲的鍊金工房 ～不可思議旅的鍊金術士～（凯·赫尔特豪斯[3][4]）

2019年
- Fate/Grand Order （田中新兵衛 、迦勒底工作人员等）- 担任土佐方言监修[5]
- 侍魂 曉（塔姆塔姆）[6]

2020年
- 聖劍傳說3 瑪娜試煉（洛基）